# Johann Georg Häser
Johann Georg Häser (* 11. Oktober 1729 in Gersdorf bei Görlitz; † 15. März 1809 in Leipzig) war ein deutscher Violinist und Musikdirektor.

## Leben
Häser wurde 1729 in der Nähe von Görlitz geboren. Zunächst studierte er Rechtswissenschaften an der Universität Leipzig. Ab 1763 war er erster Violinist (Vorspieler) unter Johann Adam Hiller (1763–1804) am Gewandhausorchesters in Leipzig tätig. Im Anschluss daran wirkte er als Musikdirektor am Leipziger Theater und von 1785 bis 1809 an der Leipziger Universitätskirche. Er gründete Hilfefonds für bedürftige Mitarbeiter.
Von seinen Kindern wurden ebenfalls Musiker: der Organist Johann Friedrich Häser (1775–1801), der Schauspieler und Sänger Karl Georg Häser (1777–1873), der Komponist August Ferdinand Häser (1779–1844), der Opernsänger und Bühnenautor Christian Wilhelm Häser (1781–1867) sowie die Sängerin Charlotte Henriette Häser (1784–1871). Der Theaterschauspieler und Opernsänger Gustav Häser (1814–1861) Sohn von August und die Opernsängerin Mathilde Häser (1815–1885), Tochter von Christian Wilhelm und der Sohn von Karl Georg Häser, Karl Häser (1809–1887), waren seine Enkel.